# Argalastí
Argalastí, en grec moderne : Αργαλαστή, est un village et un ancien dème du district régional de Magnésie, en Thessalie, Grèce. Depuis 2010, il est fusionné au sein du dème du Pélion-du-Sud.
Selon le recensement de 2011, la population du dème compte 1 985 habitants tandis que celle du village s'élève à 1 321 habitants.